# Dreifaltigkeitskathedrale (Samar)
Koordinaten: 48° 37′ 39,7″ N, 35° 15′ 49,4″ O

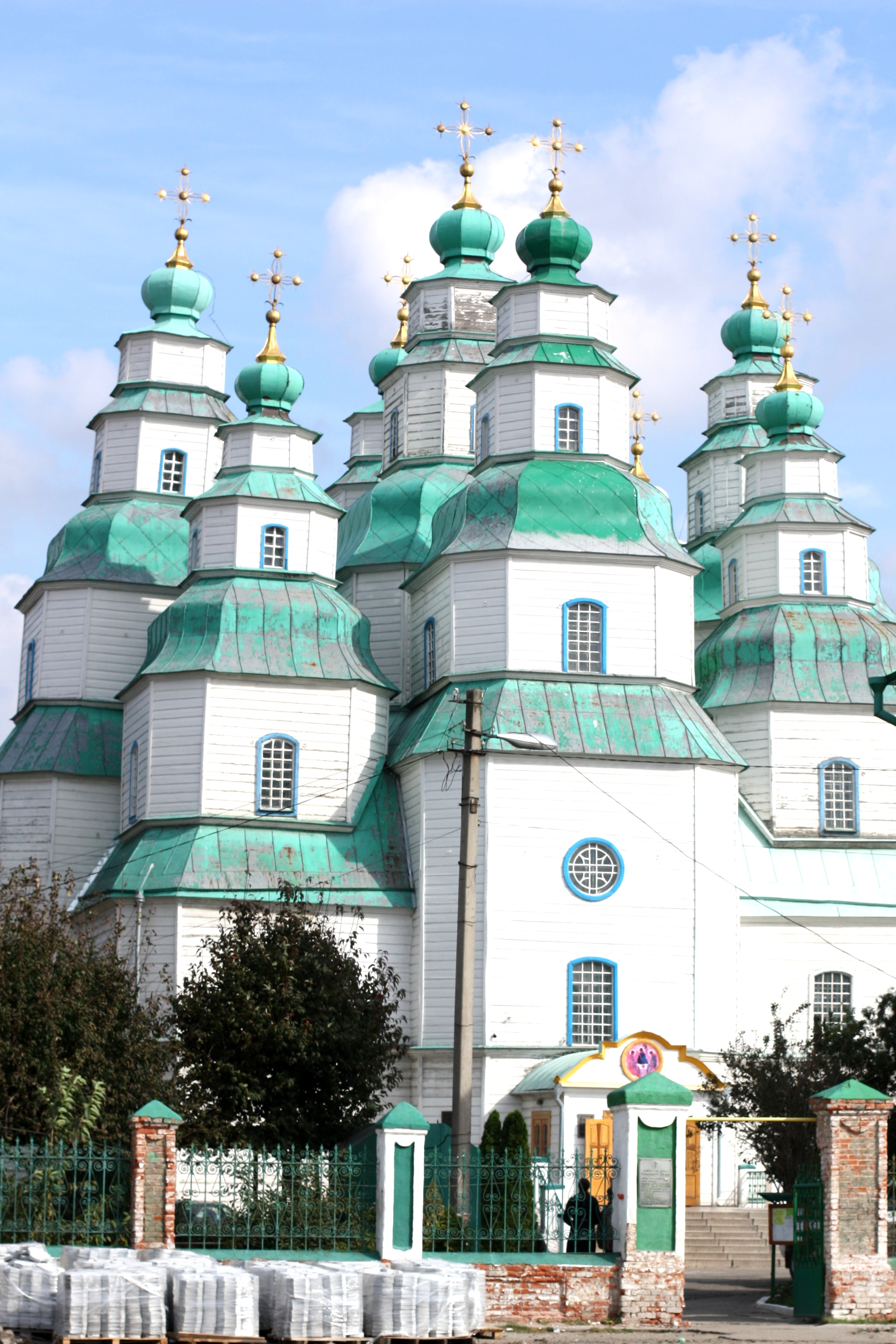
Die Dreifaltigkeitskathedrale in Samar

Die Dreifaltigkeitskathedrale (ukrainisch Троїцький кафедральний собор; russisch Тро́ицкий собо́р/Troizki sobor) in der ukrainischen Stadt Samar (ehemals Nowomoskowsk), ist ein historischer, orthodoxer Kirchenbau und die größte Holzkirche der Ukraine.
Die Kathedrale ist ein außergewöhnlicher Kreuzkuppelbau in der Holzarchitektur der Ukraine, ein Denkmal des ukrainischen Barocks und das herausragendste Objekt dieser Bauweise. Sie wurde von den Kosaken ohne Verwendung von Metallnägeln erbaut. Baubeginn war der 2. Juni 1775, die Einweihung des Hochaltars fand am 13. Mai 1778 und die Fertigstellung am 10. September 1780 statt. Der nebenstehende Glockenturm wurde später ergänzt.
Das Gebäude ist eine neuntürmige, symmetrische Komposition mit einer Gesamtfläche von 512 m². Die höchste Kuppel befindet sich in der Mitte und ist etwa 65 Meter hoch.
Nach 130 Jahren ohne größere Reparaturen war das Baudenkmal im Jahre 2012 in einem Zustand, der eine sofortige Restaurierung erforderte, die im August 2012 begann.

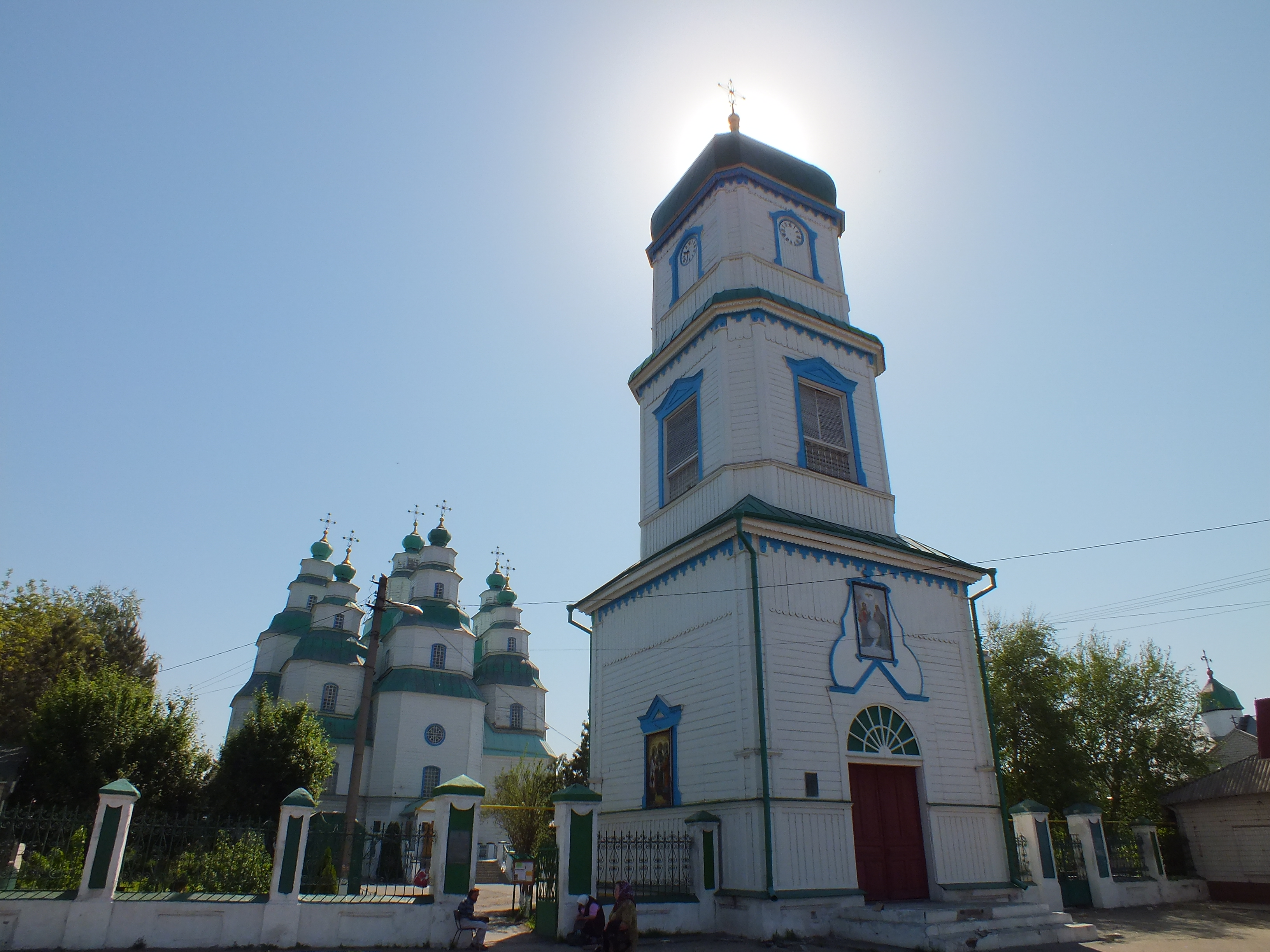
Glockenturm
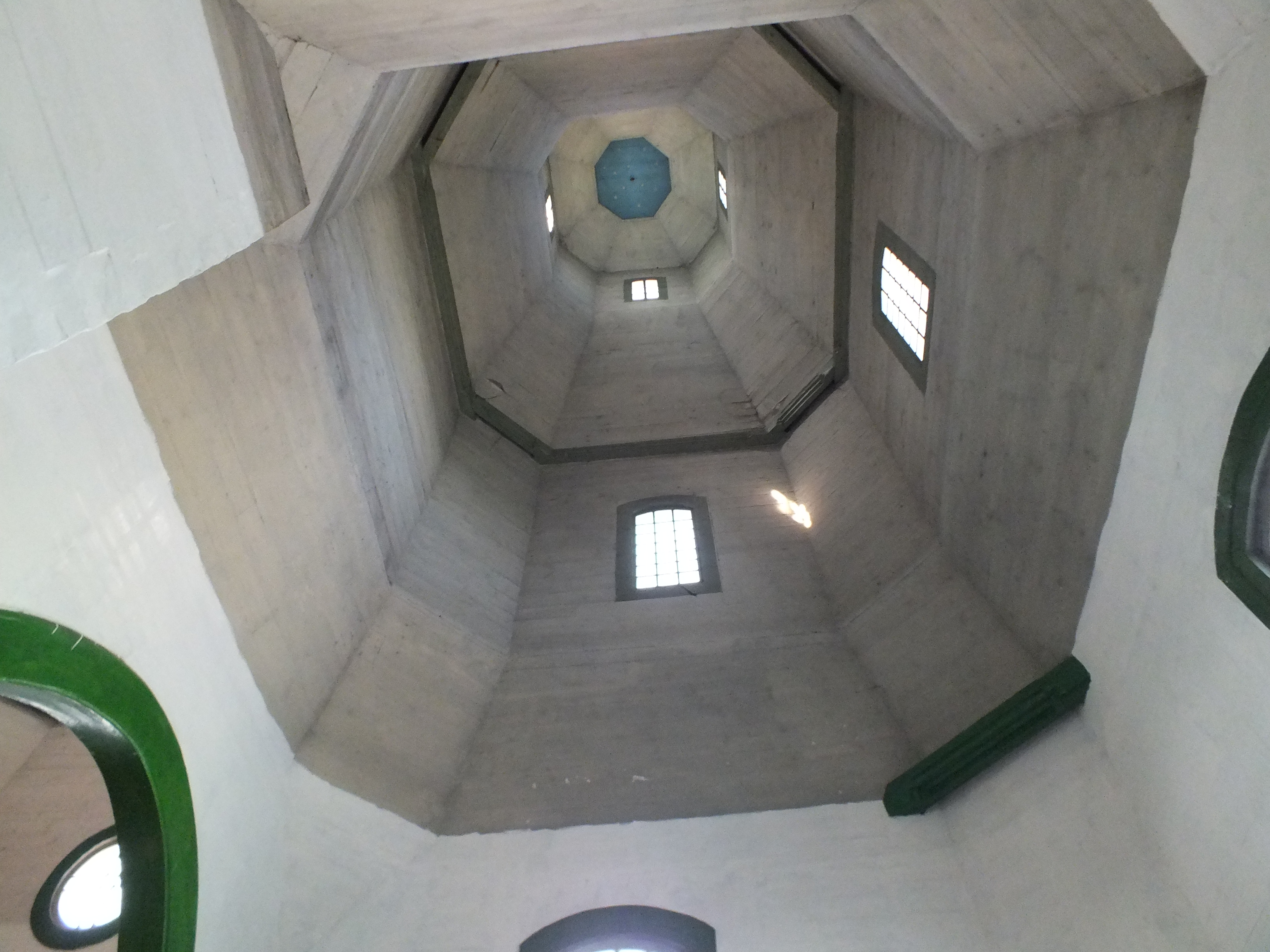
Blick von innen in die Hauptkuppel
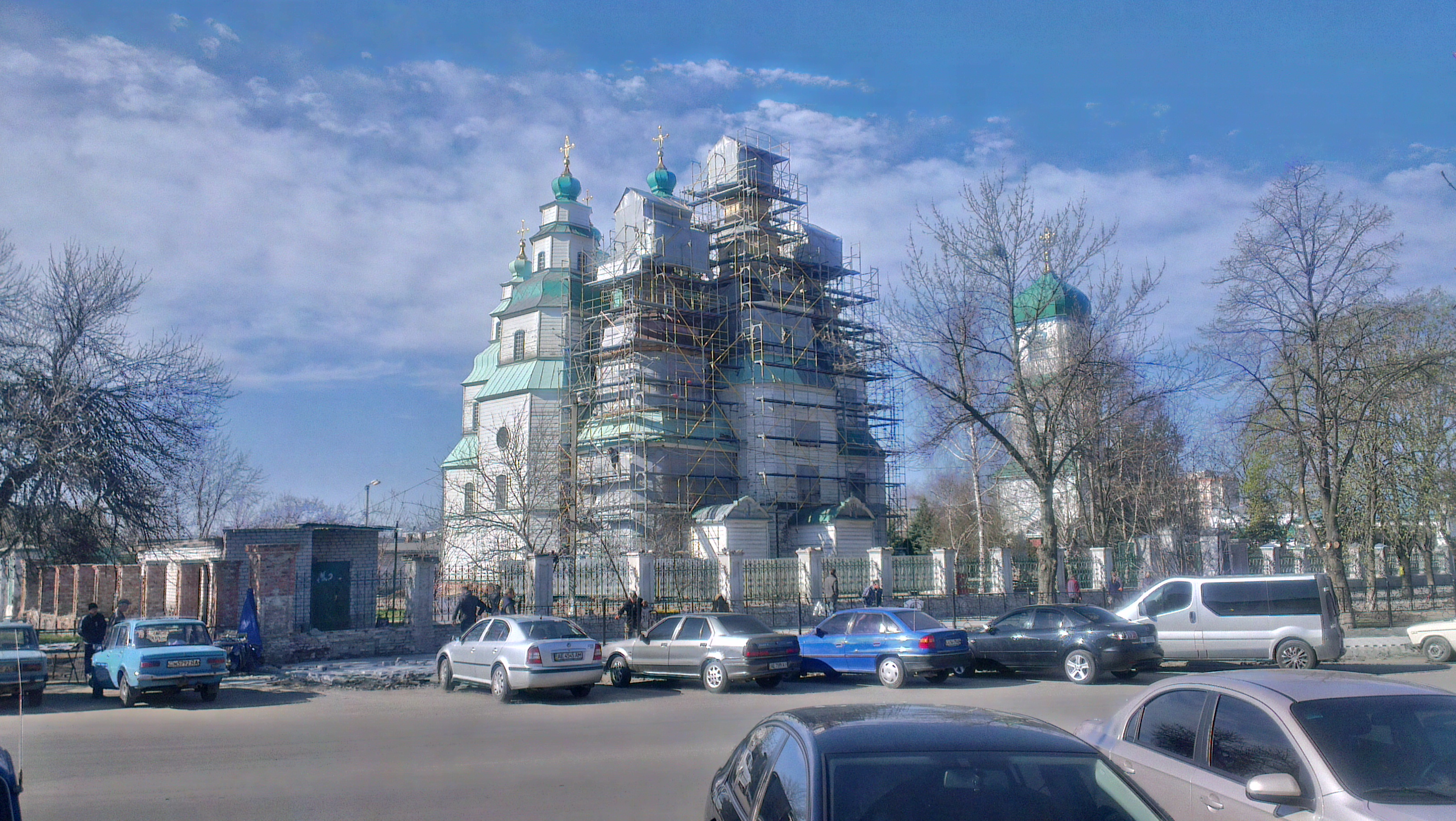
Die Kathedrale während der Renovierung 2013